# Hans Lauter (Archäologe)
Hans Lauter (* 14. Januar 1941 in Nürnberg; † 7. Februar 2007) war ein deutscher Klassischer Archäologe.

## Leben
Hans Lauter, Sohn von Maria Lauter, geborene Köglberger, und des Kaufmanns Karl Lauter, studierte Klassische Archäologie an den Universitäten Erlangen, La Sapienza in Rom und Bonn. Dort wurde er 1967 bei Ernst Langlotz mit der Arbeit Zur Chronologie römischer Kopien nach Originalen des V. Jahrhunderts promoviert. Anschließend erhielt er für das Jahr 1967/68 das Reisestipendium des Deutschen Archäologischen Instituts. Die Habilitation erfolgte 1972 an der Universität Erlangen, wo er im Anschluss als Akademischer Rat tätig war. 1979 wurde er als Nachfolger von Bernard Andreae ordentlicher Professor für Klassische Archäologie an der Universität Bochum. Im selben Jahr wurde er Mitglied des Deutschen Archäologischen Instituts. Im Wintersemester 1986/87 vertrat er die vakante Professur für Klassische Archäologie an der Universität Marburg, bevor er dort im Januar 1987 – wiederum in Nachfolge Andreaes – ordentlicher Professor für Klassische Archäologie wurde.
Lauters Hauptforschungsgebiete waren die griechische Plastik, die griechische und italische Architektur, insbesondere des Hellenismus, und die Landeskunde des antiken Griechenlands, vor allem Attikas. Seine wichtigste Ausgrabung war die der frühmykenischen Festung von Kiapha Thiti in der Nähe des attischen Orts Varkiza, die in Beiträgen monographischen Charakters in den Marburger Winckelmann-Programmen publiziert wurde. Seit 1991 führte er Ausgrabungen in der antiken griechischen Stadt Megalopolis, der Hauptstadt Arkadiens, durch. Hans Lauter, der seit 1967 mit der Archäologin Heide Bufe verheiratet war, legte eine umfangreiche Sammlung von Keramikgefäßen und -scherben unterschiedlichster Zeitstellung an, die er der Universität Bochum vermachte. Sie bildete den Grundstock der Lehrsammlung antiker Keramik am Institut für Archäologische Wissenschaften der Universität Bochum.

## Schriften (Auswahl)
- Zur Chronologie römischer Kopien nach Originalen des V. Jahrhunderts. Bonn 1966 (Dissertation Universität Bonn 1966).
- Zur gesellschaftlichen Stellung des bildenden Künstlers in der griechischen Klassik. Mit einem Exkurs: Paradeigmata (= Erlanger Forschungen. Reihe A: Geisteswissenschaften. Bd. 23, ISSN 0423-3433). Universitäts-Bund Erlangen-Nürnberg, Erlangen 1974.
- Die Koren des Erechtheion (= Antike Plastik. Lieferung 16). Gebr. Mann, Berlin 1976, ISBN 3-7861-2229-6.
- Lathuresa. Beiträge zur Architektur und Siedlungsgeschichte in spätgeometrischer Zeit (= Attische Forschungen. Bd. 2). von Zabern, Mainz 1985, ISBN 3-8053-0805-1.
- Der Kultplatz auf dem Turkovuni (= Mitteilungen des Deutschen Archäologischen Instituts, Athenische Abteilung. Beiheft. 12 = Attische Forschungen. Bd. 1). Mit Beiträgen von Heide Lauter-Bufe und Florian Seiler. Gebr. Mann, Berlin 1985, ISBN 3-7861-1405-6.
- Die Architektur des Hellenismus. Wissenschaftliche Buchgesellschaft, Darmstadt 1986, ISBN 3-534-09401-8
  - italienische Übersetzung: L’architettura dell’ellenismo (= Biblioteca di Archeologia. Bd. 27). Longanesi, Mailand 1999, ISBN 88-304-1531-6).
  - neugriechische Übersetzung: Architektonikē tōn ellēnistikōn chronōn. Instituto tu Bibliu Kardamitsa, Athen 2016, ISBN 978-960-354-457-9.
- Die Fassade des Hauses IX 1, 20 in Pompeji. Gestalt und Bedeutung. Zabern, Mainz 2009, ISBN 978-3-8053-3807-3 (= überarbeitete Habilitationsschrift Erlangen 1972).
- mit Heide Lauter-Bufe: Die politischen Bauten von Megalopolis. Zabern, Mainz 2011, ISBN 978-3-8053-4324-4.